# Ptychadena nana
Ptychadena nana é uma espécie de anfíbio da família Ranidae.
É endémica de Etiópia.
Os seus habitats naturais são: marismas intermitentes de água doce.